# كريستوفر لارسون
كريستوفر لارسون (بالإنجليزية: Christopher Larson)‏ هو لاعب كرة قدم باهاماسي في مركز الوسط، ولد في 1 أكتوبر 1991 في ناساو في باهاماس. شارك مع منتخب الباهاما لكرة القدم. أما مع النوادي، فقد لعب مع Bears FC ‏.

## وصلات خارجية
- كريستوفر لارسون على موقع الاتحاد الدولي (مؤرشف)  (الإنجليزية)
- كريستوفر لارسون على موقع قاعدة بيانات كرة القدم.إي يو (الإنجليزية)
- كريستوفر لارسون على موقع ناشيونال فوتبول تيمز (الإنجليزية)